# دریای عمان

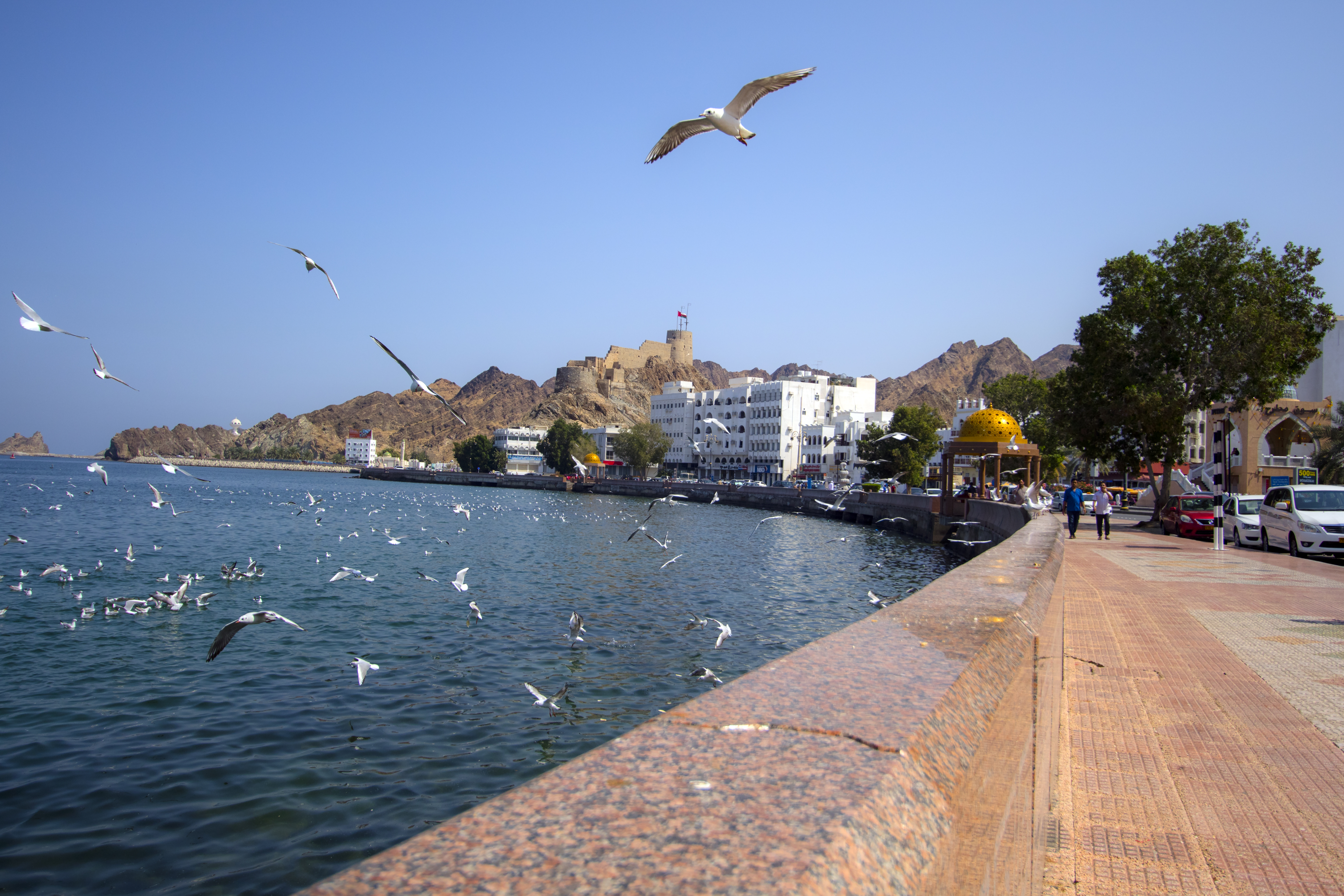
ساحل دریای عمان

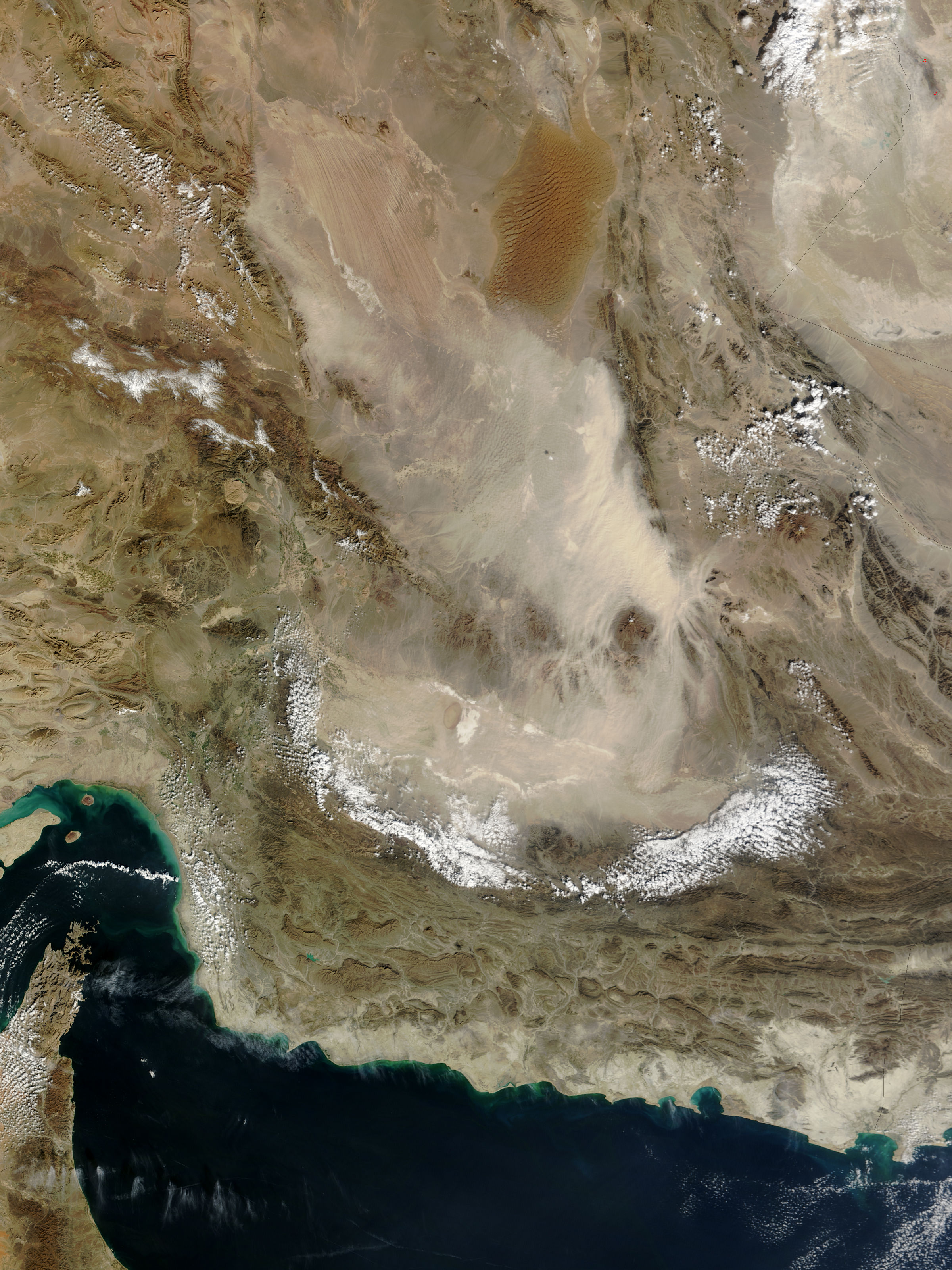
تصویربرداری فضایی از دریای عمان (پایین عکس)

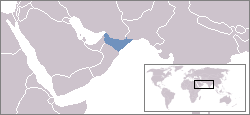
دریای عمان

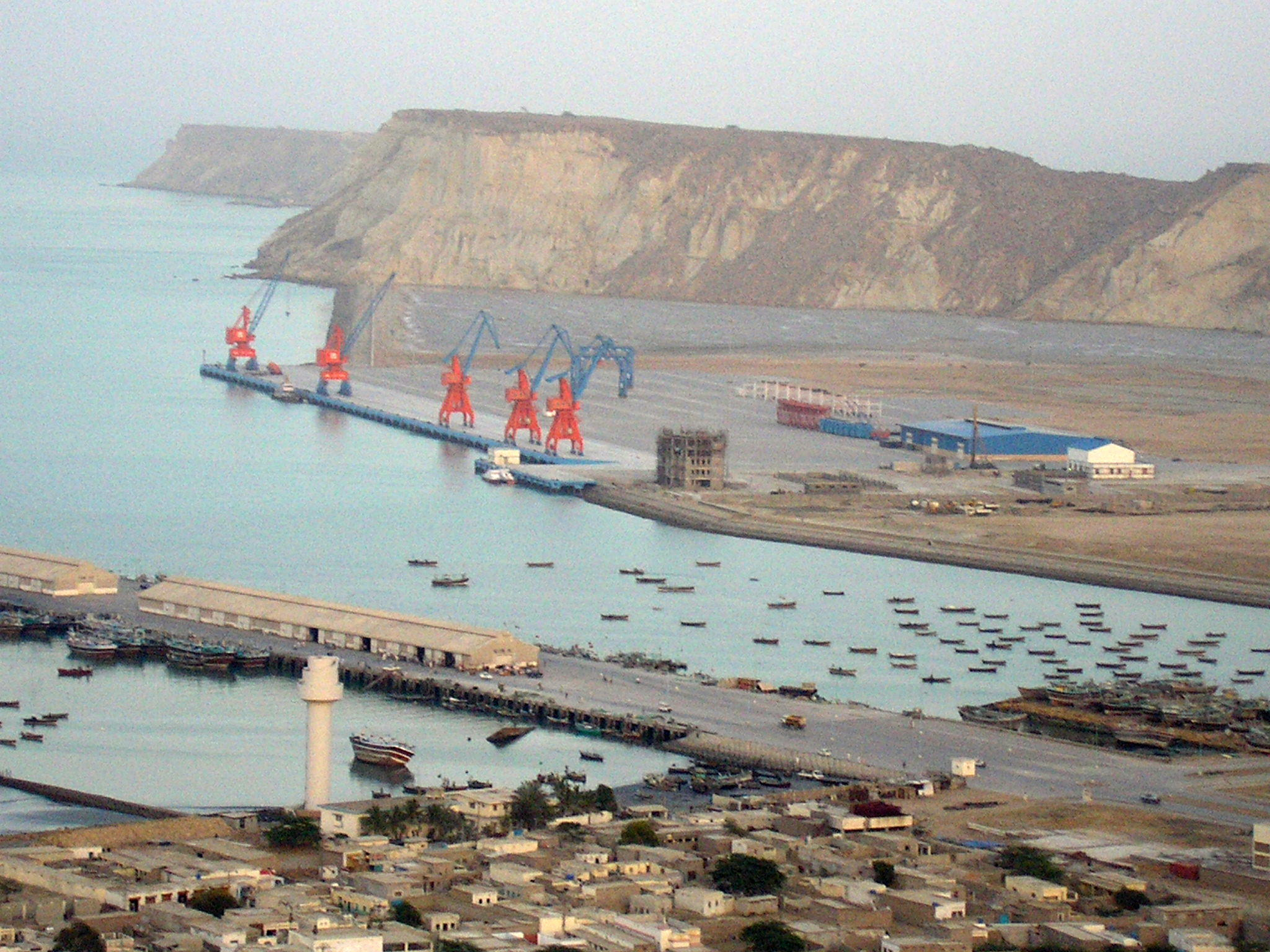
بندر گوادر در سواحل پاکستان در دریای عرب

دریای عمان یا دریای مَکران پهنه‌ای آبی و خلیجی است که از غرب به تنگه هرمز، خلیج فارس و امارات متحده عربی از شمال به ایران، از خاور به اقیانوس هند و از جنوب به کشور عمان پایان می‌یابد. ۵۴۵ کیلومتر درازا و ۱۸۱ هزار کیلومترمربع گستره دارد. در جغرافیای اسلامی دریای عمان شامل منطقه امروزی دریای عرب نیز می‌شده است و گاهی به آن دریای مکران و دریای اخضر نیز می‌گفته‌اند. جزیره شیطان در واقع خاوری‌ترین جزیره ایران و تنها جزیره ایران در دریای عمان است.
نام دریای عمان از قرن ۱۸ و با حضور انگلیس در منطقه رواج یافت. «عمانا» (اومانای تاریخی) در اصل نام یکی از شهرهای جنوب ایران و در غرب چابهار امروزی و بندر جاسک بوده است. در روزگار اشکانیان و ساسانیان نیز نام دریای عمان به‌کار می‌رفته است و واژه «عمان» نیز ریشه ایرانی دارد. مرکز استان مازون (نام فارسی عمان) صحار بود و نخستین ساکنان آن از اقوام غیر عرب بودند. چنان‌که یاقوت حموی می‌گوید بحر فارس یا خلیج‌فارس شاخه‌ای از دریای بزرگ هند است. مرزهای این دریا از بندر تیز از بخش‌های مکران در کرانه دریای فارس تا آبادان است و اینجا دهانه دجله است که بدان می‌ریزد. به علاوه، در منابع جغرافیایی قدیم همواره از این دریا به نام بحر مکران یا بحر کرمان نام برده‌شده است. دریای مکران نامی بوده که حتی بر سنگ‌نوشته بیستون از دوران هخامنشی نیز نقش بسته است و در سنگ‌نوشته‌های ساسانی نیز به همین نام است. بنابر گواهی منابع تاریخی، از قدیم‌ترین روزگاران، این بخش از دریای بزرگ پارس همواره دریای مکران خوانده می‌شد، هرچند که گاهی قسمت جنوبی آن را بحر عمان می‌نامیده‌اند. نام دریای مکران و دریای پارس تا اواخر قرن نوزدهم بر این بخش از دریا گفته می‌شد. در این زمان که انگلستان بر شبه‌قاره هند تسلط کامل پیدا کرده بود و می‌خواست در آب‌های جنوب ایران نیز حضوری فعال داشته باشد، مسقط و سرزمین عمان را تحت سلطه خود درمی‌آورد. از این زمان به بعد، دولت انگلیس کم‌کم نام عمان را بر دریای مکران و پارس جاری می‌سازد.

## تفاوت دریای عمان و خلیج عمان
عموم کشورها و سازمان‌های بین‌المللی این پهنه آبی را خلیج عمان می‌نامند اما ترکیه به‌جای دریای عرب و خلیج عمان به کل پهنه آبی شمال اقیانوس هند دریای عمان می‌گوید. پیری رئیس دریا سالار عثمانی در نقشه خود اینگونه ترسیم کرده و تا کنون این رویه باقی مانده است اما بعضی از نقشه نگاران بعدی عثمانی به‌جای دریای عمان بحر محیط عجم به‌کار برده‌اند. این ادبیات به‌طور غیررسمی در ایران نیز رایج است.

## حد و مرز خلیج عمان
بر اساس تعریف سازمان آب‌نگاری بین‌المللی مرز شمال غربی خلیج عمان خطی است که رأس لیمه (۲۵°57'N) در ساحل شبه‌جزیره عربستان را به رأس الکوه (۲۵°48'N) در ساحل ایران متصل می‌کند و مرز جنوب غربی آن خطی است که رأس‌الحد (۲۲°32'N) در پیشرفته‌ترین برآمدگی جنوب شرقی شبه‌جزیره عربستان، را به جیوانی (۶۱°43'E) در ساحل پاکستان متصل می‌کند. بر اساس این تعریف مساحت آن ۱۸۱ هزار کیلومتر مربع است ولی در تعریف قدیمی از تنگه هرمز تا دکن (هند) بوده است که مساحت آن ۹۰۳ هزار کیلومتر مربع بوده است.

## مشخصات

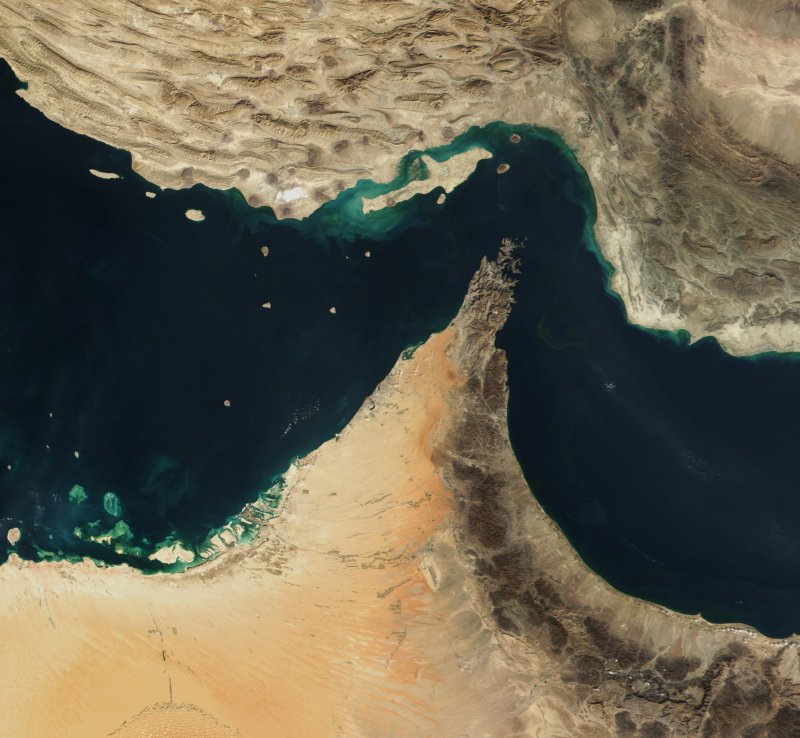
تنگه هرمز محل پیوند دریای عمان و شاخاب فارس است

خلیج عمان (اومانا)، پیشروی آب اقیانوس هند به داخل خشکی در جنوب غربی آسیا است. سواحل شرقی ایران در شمال آن و کشورهای عمان و امارات در جنوب آن قرار دارند. خلیج عمان از سمت غرب توسط تنگه هرمز به خلیج فارس و از سمت شرق و جنوب شرقی به دریای عرب و اقیانوس هند وصل می‌شود. در جنوب خلیج عمان کشور عمان قرار دارد. طول ساحل ایران در امتداد دریای عمان، از خلیج گواتر تا بندرعباس، ۷۸۴ کیلومتر است. سواحل جنوبی ایران از تنگه هرمز تا بندر گواتر مجاور آن است و این مسافت نیمی از سواحل جنوبی ایران را تشکیل می‌دهد. مدار رأس‌السرطان از شمال آن عبور می‌کند و از این رو این دریا در منطقه گرم کره زمین واقع است. حداکثر درجه حرارت سطح آب در مرداد ماه ۳۳ درجه و در دی ماه دست کم ۱۹٫۸ درجه است. طول آن از تنگه هرمز تا دکن حدود ۶۱۰ کیلومتر و عرض آن کمتر از عرض آب‌های خلیج فارس است. در مقابل عمق آن از خلیج فارس بیشتر است. مساحت آن ۹۰۳ هزار کیلومتر مربع است. عمق این دریا در اطراف چاه‌بهار حدود ۳۳۹۸ متر است. هرچه به سوی غرب پیش برویم، عمق آن به سرعت کم می‌شود تا جایی که در نزدیکی تنگه هرمز به ۷۳ متر می‌رسد. بنادری چون جاسک، چاه‌بهار و گواتر در کنار این دریا دیده می‌شوند که بیانگر بازرگانی و دریانوردی آن است. شهرهای مهم حاشیه این دریا در ایران چابهار و جاسک و در کشور عمان مسقط، در امارات متحده عربی بندر فجیره و خور فکان هستند. طول خط ساحلی ایران در مجاورت دریای عمان حدود ۶۳۷ کیلومتر است و حد اکثر عمق دریا در محدوده آب‌های ساحلی ایران در این ناحیه به بیش از ۲۰۰۰ متر می‌رسد. جلگه ساحلی ایران در مجاورت دریای عمان از حدود بندر عباس در تنگه هرمز تا گواتر در مرز با پاکستان امتداد می‌یابد. حد اکثر عرض این جلگه به ۳۰ کیلومتر می‌رسد.

## کشورهای ساحلی
1. ایران ۸۵۰ کیلومتر خط ساحلی
2. عمان ۷۵۰ کیلومتر خط ساحلی
3. پاکستان ۵۰ کیلومتر خط ساحلی
4. امارات متحده عربی ۵۰ کیلومتر خط ساحلی

## نام‌های تاریخی

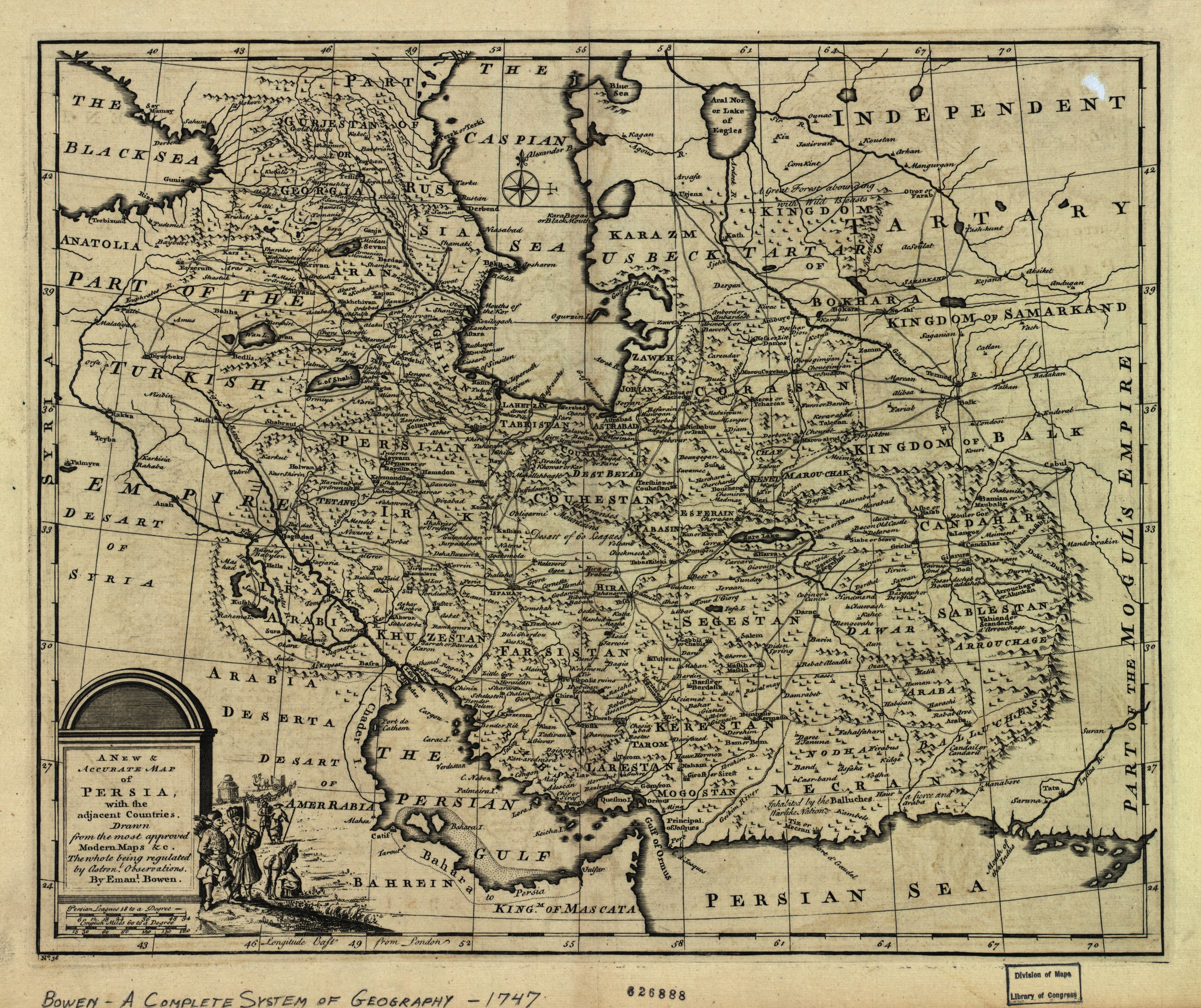
در نقشهٔ شاهنشاهی ایران، ۱۱۲۶ خورشیدی، دریای پارس، نام آب‌های آزاد جنوب شرقی ایران است.

در منابع تاریخی قدیمی تر اسلامی و عربی تمام پهنه این خلیج و دریای عرب فعلی را روی هم به نام‌های بحر فارس، دریای مکران و بحر اخضر و در بعضی منابع اروپایی قدیم با نام دریای اریترا و دریای رومیروم و دریای هندوس نیز یاد کرده‌اند که گاهی به کل اقیانوس هند و پهنه‌های آبی مرتبط با آن نیز گفته می‌شده است.
نام این دریا به همراه دریای عرب امروزی از سوی جغرافی نویسان مسلمان، هندی‌ها و پارسیان مُکران -مکران که گویا تغییر یافته (مهی خوران) است و اروپائیان با تلفظ Mecran- Makran بکار برده‌اند. گاهی اوقات دریای مکران آبهای کل جنوب ایران و پاکستان فعلی قلمداد شده و دریای عمان نیز به سواحل عمان گفته شده است.
عمانای تاریخی در واقع نام یکی از شهرهای جنوب ایران و در فاصله غرب چابهار فعلی و بندر جاسک قرار داشته است. نگاه شود (به نقشه پریپلوس). عمان یا اومانا در طول تاریخ نام‌های مختلفی داشته است. از مشهورترین نام‌های عمان، «مگان» و تغییر یافته‌اش «مجان» بوده است، این نام به صنعت کشتی سازی و معادن مس «نحاس» در زمان سومریان ارتباط داشته است. البته مدتی نام عمان «مزون» بوده است. مردم محلی از این منطقه به عنوان دریای سیستان و بلوچستان، دریای جنوب و دریای چابهار نیز یاد کرده‌اند.
حدود مکران یاقوت حموی: از غرب به کرمان، از شمال به سیستان، از جنوب به دریا و از شرق با هندوستان (پاکستان) همسایه است.
بحر کرمان (از مشرق) به بحر مکران پیوسته بود و (از مغرب) از جزیره کیش فراتر می‌رفت و قسمتی از بحر فارس را هم در بر می‌گرفت. بحر مکران (از مشرق) به بحر سند و (از مغرب) به بحر کرمان پیوسته بود. گاهی قسمت جنوبی این دو دریا را بحر عمان می‌خواندند. یونانیان در زمان اسکندر و پس از وی، به‌عمد، نام ایرانی دریاهای جنوب ایران را تحریف کرده‌اند. افزون بر این، در روزگار اشکانیان و ساسانیان نیز نام دریای عمان به‌کار می‌رفته است و واژه «عمان» نیز ریشه ایرانی دارد. کشور مَزْون (نام فارسی عمان) که مرکز آن صحار بود و نخستین ساکنان آن از اقوام غیر عرب بودند.
1. دریای مکران (بحر مکران)
2. دریای اخضر (بحر اخضر)
3. دریای پارس (این نام شامل کل خلیج فارس و دریای عمان بود)

## اهمیت ترانزیتی
بندر راهبردی چابهار که تنها بندر اقیانوسی ایران است نیز در شمال این دریا قرار دارد و نزدیک‌ترین و آسان‌ترین راه دسترسی کشورهای آسیای میانه (که محصور در خشکی اند) به آبهای آزاد است. خورهای دریای عمان کمتر از خورهای خلیج فارس است. قرار است کریدور شمال-جنوب ایجاد و راه‌آهنی از بندر چابهار تا زاهدان و از آنجا به افغانستان و همچنین به راه‌آهن مشهد بافق وصل شود.

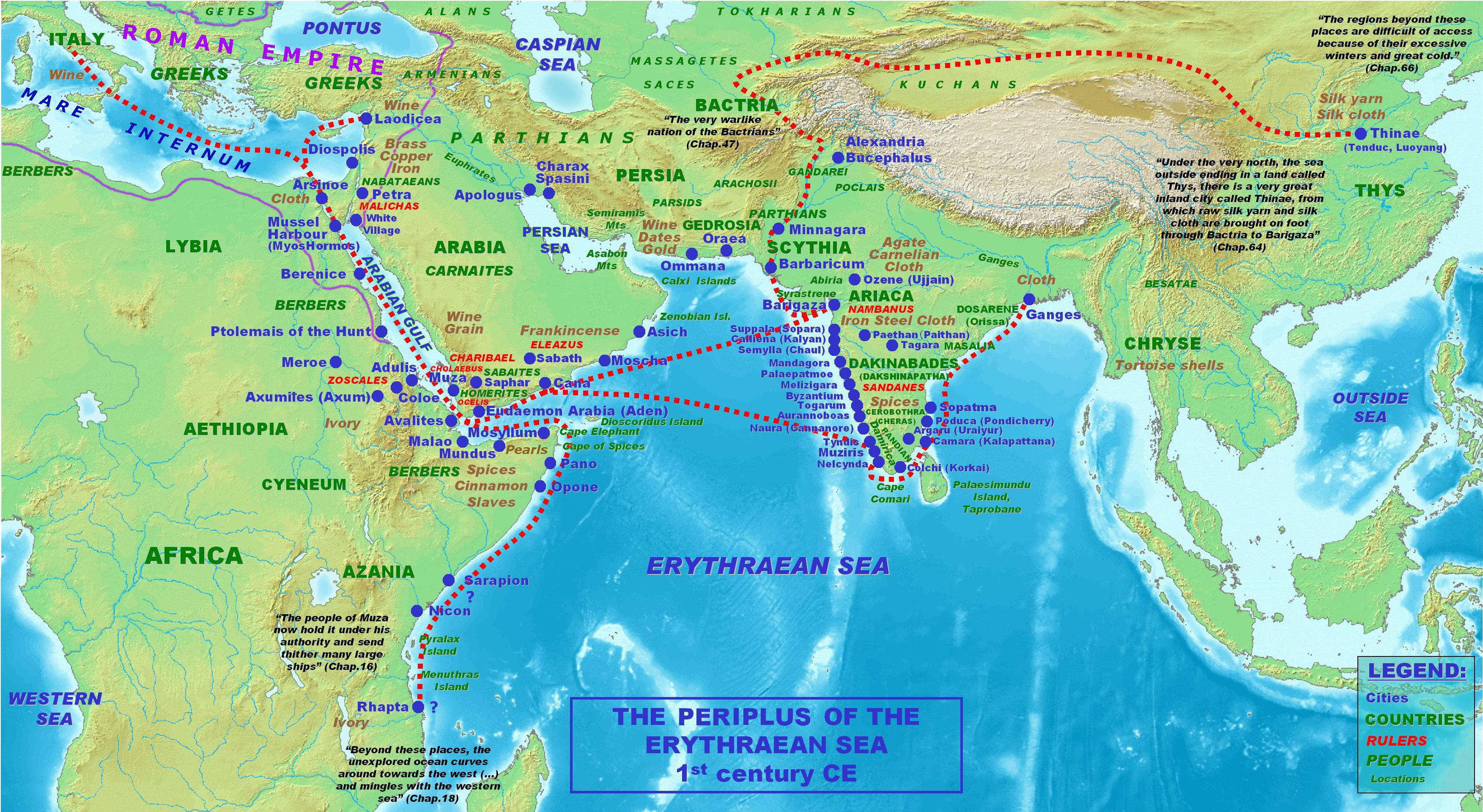
دریای اریترا+ عمانا+ پارس دریا

## انتقال آب
طرح‌هایی برای انتقال آب این دریا در دست مطالعه و بررسی و اقدام است که می‌تواند پهنه زیادی از ایران را تحت پوشش قرار دهد. فاز اول طرح انتقال آب از دریای عمان آب‌رسانی به ۳ استان شرقی کشور است اما در افق بلند مدت مقرر شده از محل این طرح به ۱۷ استان کشور آبرسانی انجام شود که ۷۹ درصد مساحت کشور تحت پوشش این طرح خواهد رفت.